# Apamea alacra
Apamea alacra är en fjärilsart som beskrevs av Franz Dannehl 1933. Apamea alacra ingår i släktet Apamea och familjen nattflyn. Inga underarter finns listade i Catalogue of Life.